# Szpilki
Szpilki fu un periodico satirico polacco. Fu fondato nel 1936 da un gruppo di letterati di sinistra, tra cui Eryk Lipiński, Zenon Wasilewski e Zbigniew Mitzner (redattore capo) . Il titolo significa letteralmente "spilli".
Il motto del periodico era Prawdziwa cnota krytyk się nie boi, ("La vera virtù non ha paura delle critiche"), citazione dal poema eroicomico Monachomachia di Ignacy Krasicki.
La pubblicazione fu sospesa durante la seconda guerra mondiale e ripresa nel 1945. Nel 1953 Szpilki si fuse con un'altra rivista satirica, Mucha.
Insieme a molti altri periodici, fu sospeso durante il periodo della legge marziale in Polonia, all'inizio degli anni Ottanta. Dal 1990 la rivista incontrò difficoltà e dopo vari tentativi di rilancio venne chiusa nel 1994.